# جوی کریمر
 جوی کریمر (انگلیسی: Joey Kramer؛ زادهٔ ۲۱ ژوئن ۱۹۵۰) یک موسیقی‌دان اهل ایالات متحده آمریکا است. وی از سال ۱۹۷۰ میلادی تاکنون مشغول فعالیت بوده‌است.